# شوینگ

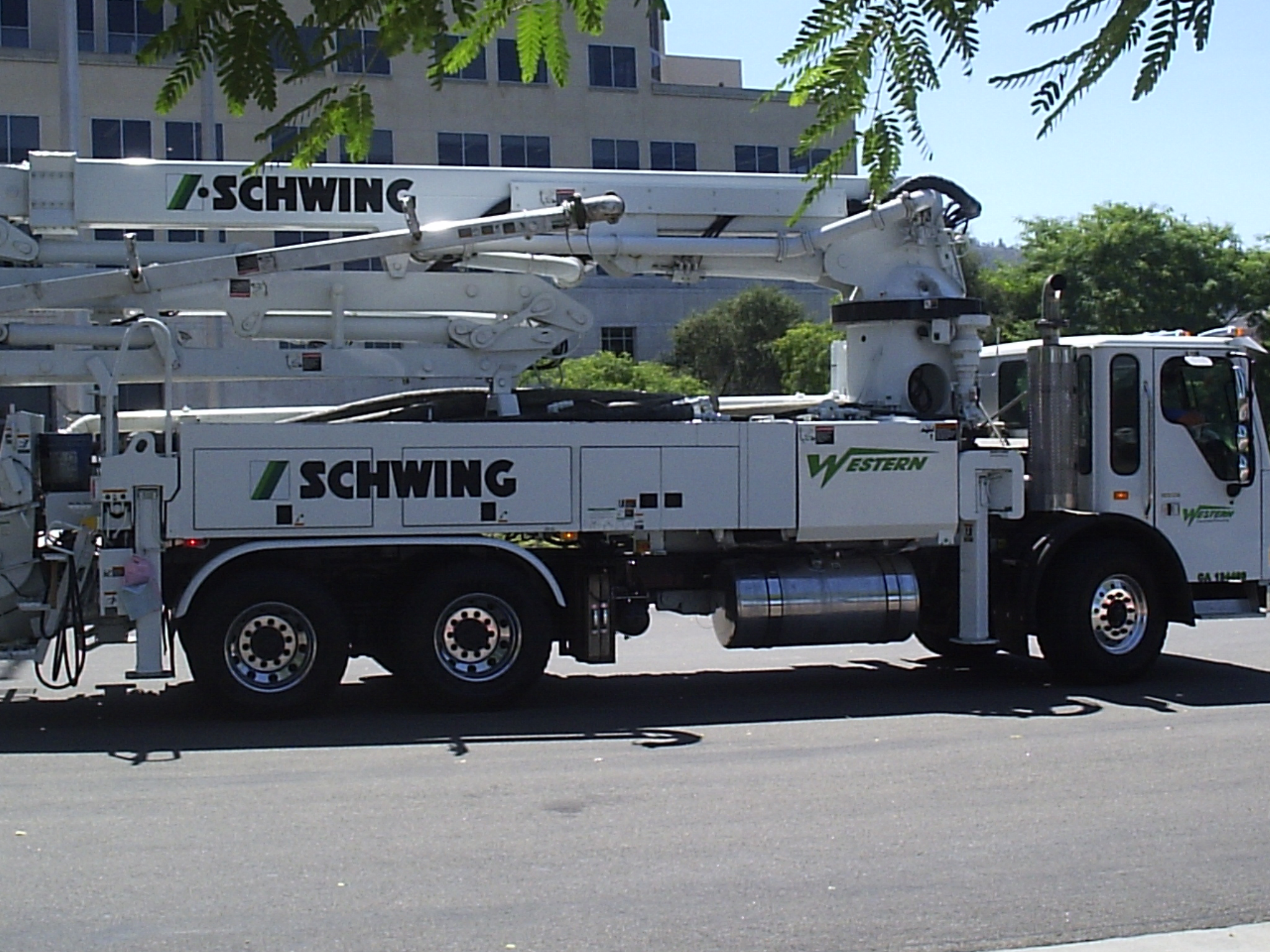
پمپ بتن شوینگ

شوینگ یک تولیدکننده آلمانی پمپ‌های بتن متحرک و ثابت، و میکسر کامیون است که مقر آن در هرنه است. این گروه تجاری پس از  Putzmeister، که شرکت تابعه گروه سانی است، دومین سازنده  پمپ بتن در جهان است. این شرکت بیش از ۳۳۰۰ نفر را در هفت کشور در خدمت دارد.